# Lear Corporation
Lear Corporation este o companie producătoare de componente auto (scaune și sisteme electrice de distribuție) din Statele Unite.

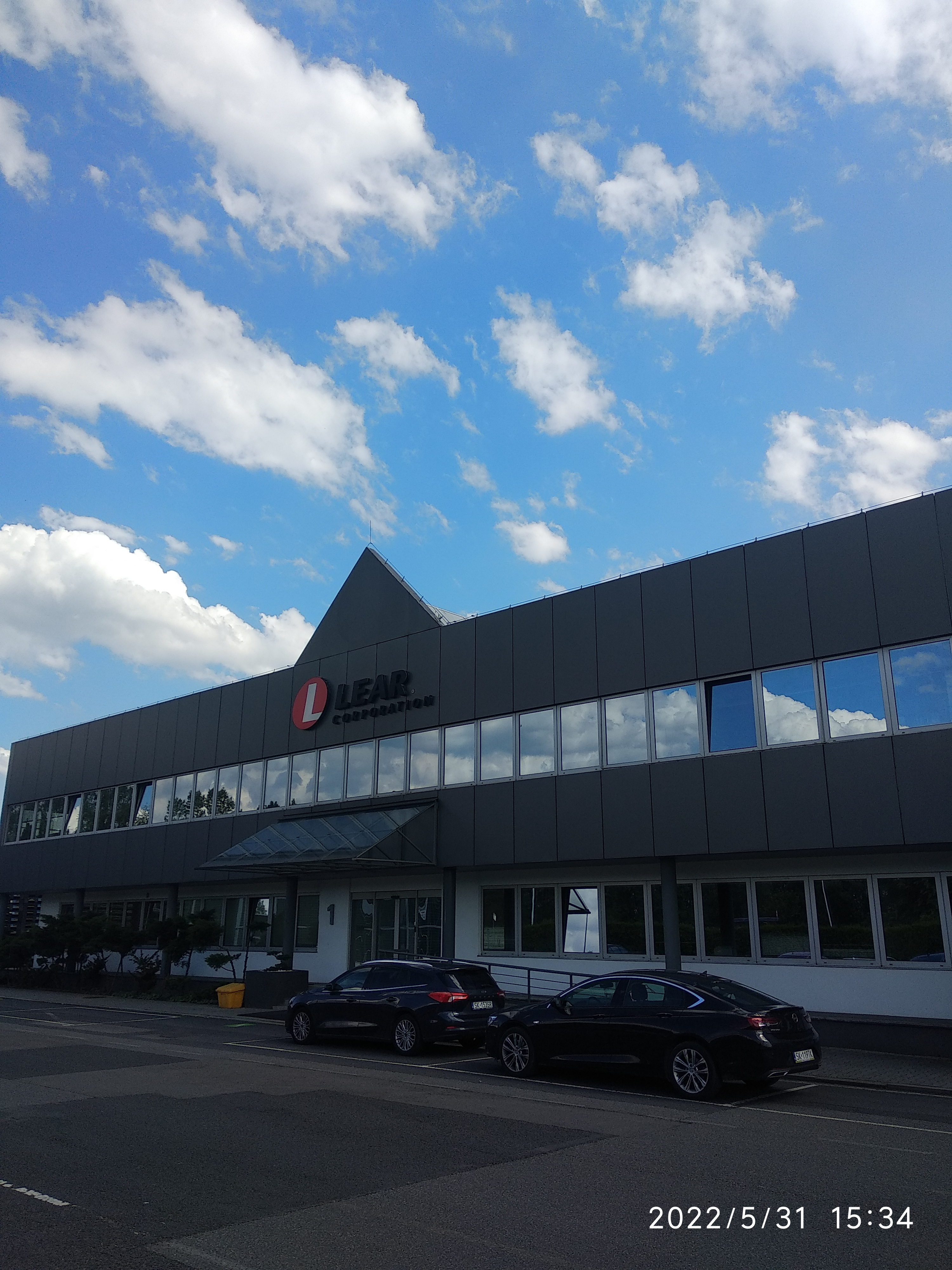

## Lear Corporation în România
Lear Corporation deține o facilitate de producție la Pitești, unde realizează sisteme electrice și electronice pentru autovehicule, producția fiind destinată integral exportului.
Număr de angajați în 2005: 750 
Cifra de afaceri în 2004: 18 milioane euro 